# Lan hoàng thảo nhất điểm hồng
Lan hoàng thảo nhất điểm hồng (danh pháp: Dendrobium draconis) là một loài lan trong chi lan hoàng thảo, phân họ Lan biểu sinh có nguồn gốc tại vùng Đông Nam Á, được giới thiệu vào châu Âu bởi C.P.S Parish năm 1862.

## Đặc điểm sinh học

### Mô tả

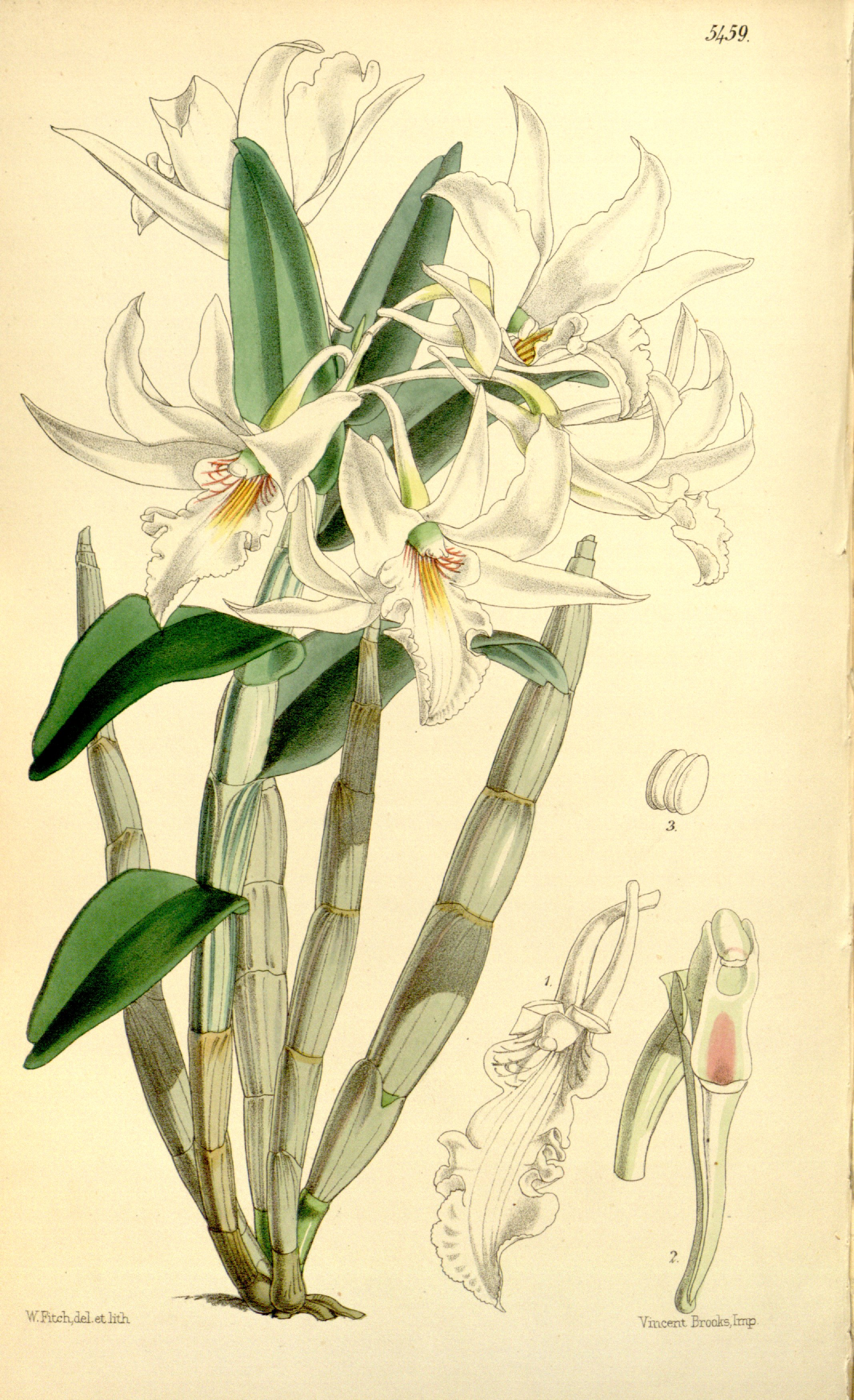
Minh họa năm 1864 của Walter Hood Fitch

Lan hoàng thảo nhất điểm hồng là một loài lan phụ sinh sống không phụ thuộc vào đất: các chất dinh dưỡng chủ yếu được lấy từ không khí, gió, bụi, mưa, nắng. Cây có tầm vóc khá thấp, khoảng 20-40 cm. Cây mọc 2-5 hoa khá lớn ở đỉnh, cánh hoa màu trắng, trong họng hoa có màu đỏ hoặc đỏ cam (nguồn gốc tên gọi "nhất điểm hồng"),, mùi thơm như mùi cam, quýt. Thân có khoảng 7-9 đốt, có lông hơi đen. Lá hình trái xoan, có 7 gân, dài 4–6 cm, rộng 1,5–3 cm, có bẹ ôm gốc

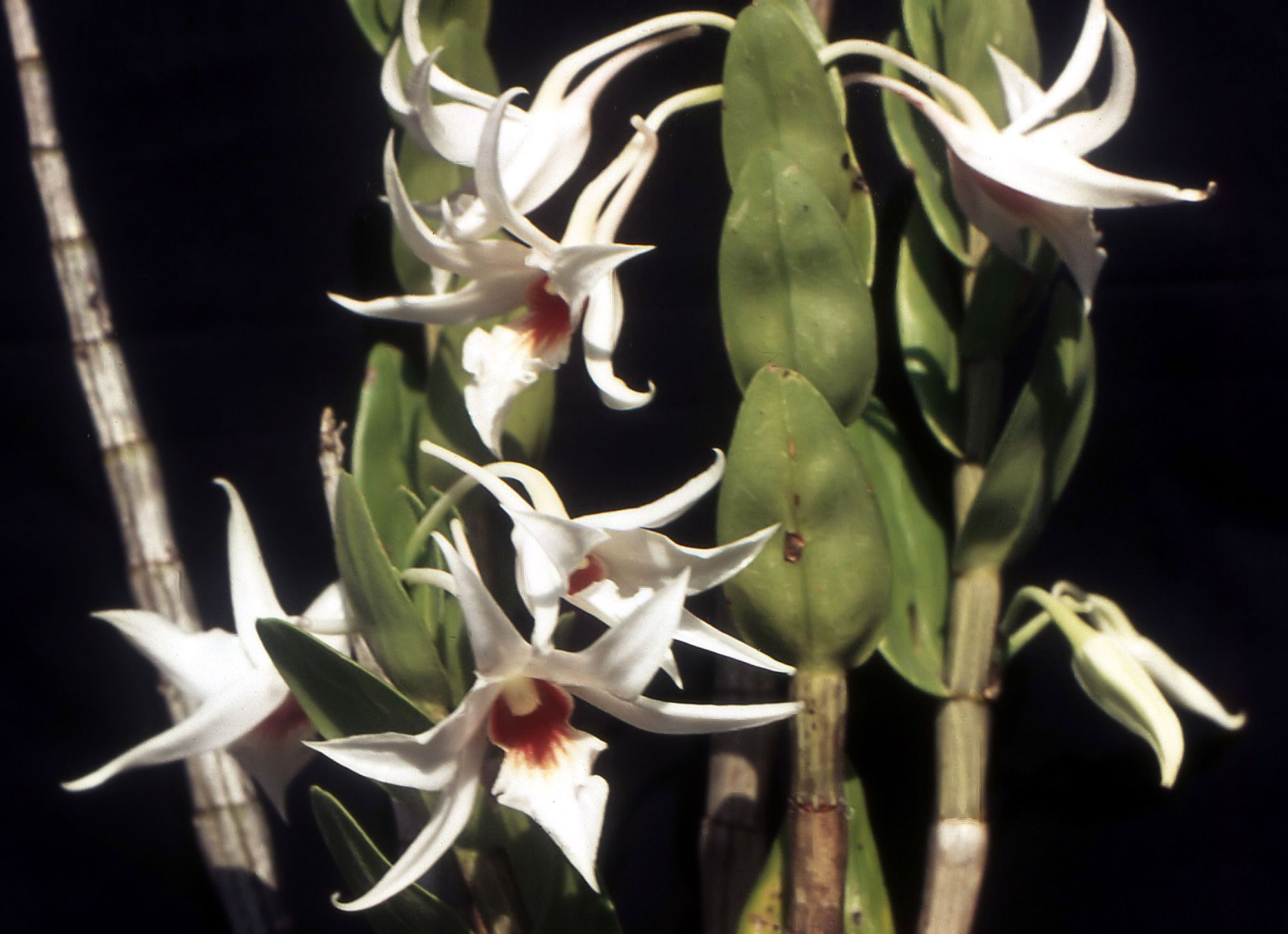
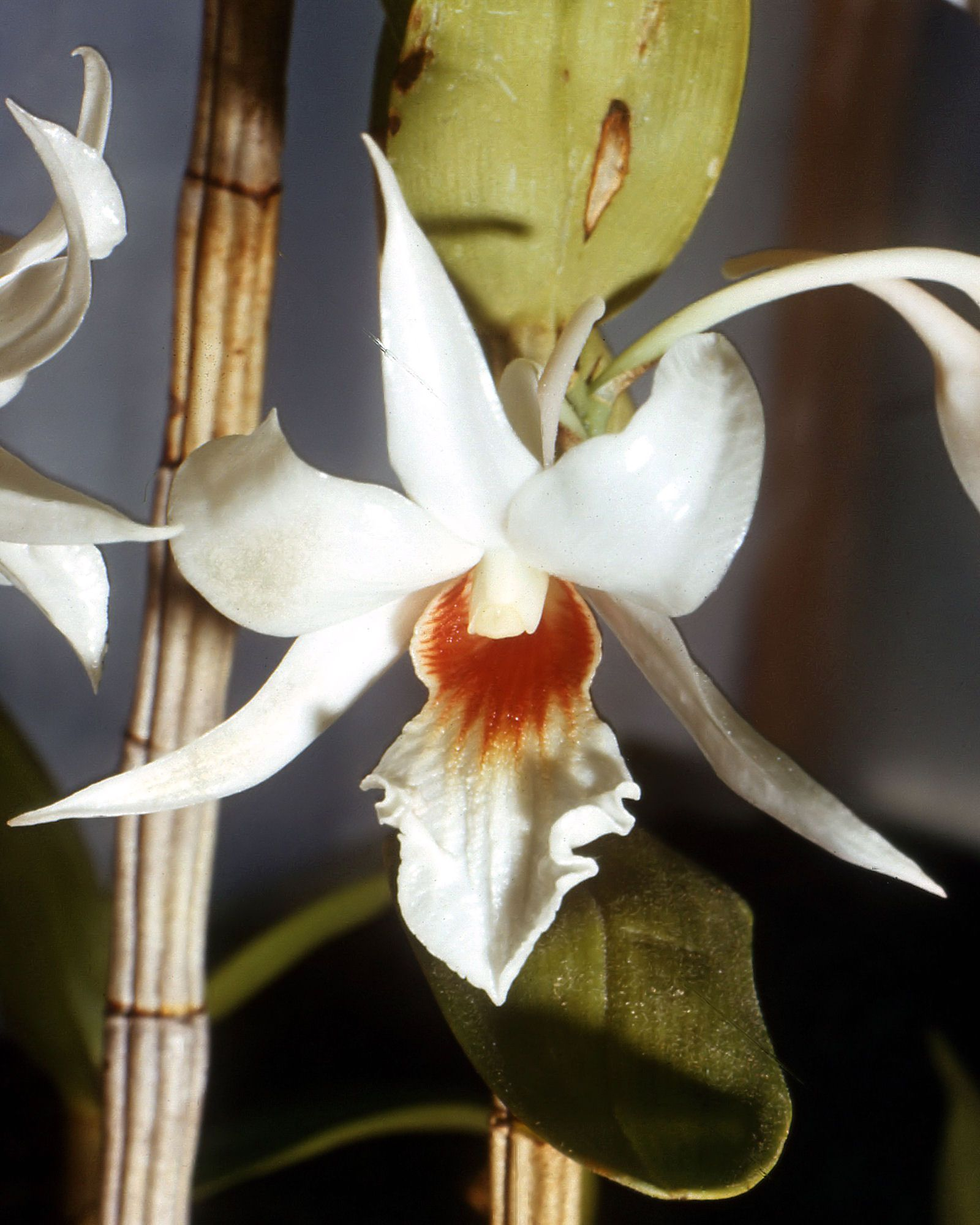

## Phân bố
- Thế giới: Lào, Campuchia, Ấn Độ, Myanmar, Thái Lan[3]
- Việt Nam: Quảng Nam - Đà Nẵng, Nha Trang đến Tây Nguyên, Đắc Lắc, Đà Lạt[3]